# Jil Love
Jil Love   (Tarragona, 4 de març de 1980) nom artístic de Jordina Salabert, és una artista i artivista catalana. La seva obra consisteix en actuacions artístiques i intervencions per a despertar consciència social sobre els drets humans, l'ecologia, els drets dels animals i els drets LGBT. El seu treball implica la resistència noviolenta en espais públics a través del cos humà i, de vegades, mitjançant la nuesa.

## Trajectòria
Jordina Salabert va néixer a Tarragona i va anar a viure a Barcelona als 16 anys per a cursar estudis de cinema. Posteriorment, Love va treballar a Madrid com a relacions públiques d'un club nocturn, apareixent també en televisió i cinema com a actriu i model.
Lover es va donar a conèixer el setembre del 2012 durant les mobilitzacions de Rodea el Congreso a Madrid quan es va treure la roba al carrer i les fotografies de la seva acció es van estendre per tot el món. El 2014, Love va aparèixer agenollada amb les mans i els peus lligats, amb una bossa de plàstic al cap i una cartell on hi deia «El meu nom és Catalunya» davant del Parlament de Catalunya. La foto va aparèixer a la recopilació de The Wall Street Journal's Year in Photos 2014, amb imatges significatives de tot el món. El setembre de 2014, Love es va cobrir amb cinta adhesiva com una mòmia en contra de l'anomenada Llei mordassa. El mateix any, Love es va cobrir de pintura roja per a protestar contra les curses de braus.
A principis del 2014, la multinacional energètica Cairn Energy va ser criticada per part de nombroses organitzacions arran de la intenció de perforar el golf de València per a buscar-hi petroli. Love va organitzar manifestacions a Madrid i a Eivissa, on es mostrava amb altres activistes cobertes de negre.
El març de 2015, Love va aparèixer davant del al consolat mexicà de Los Angeles amb els noms escrits a la pell dels quaranta-tres estudiants mexicans desapareguts a l'estat de Guerrero. Love és la fundadora del col·lectiu Jil Love Revolution. Segons Love, «La
L'any 2019, Jil Love va reaparèixer a Barcelona en una de les manifestacions contra la sentència del judici al procés independentista català. Va desfilar seminua únicament amb els pits i el pubis coberts amb les fotografies dels presos polítics condemnats. L'abillament es completava amb unes manilles al canell dret, adhesius amb els lemes «Spain is Pain» i «Freedom Means Choice» en diferents parts del cos, maquillatge que simulava ferides i un cartell reivindicatiu.

## Obra publicada
- We Are The Voices Of The Unheard (2015)